# Zsa Zsa Gábor
Zsa Zsa Gabor ([ʒɒ ʒɒ ˈɡaːbor]; nascida Sári Gábor; Budapeste, 6 de fevereiro de 1917 – Los Angeles, 18 de dezembro de 2016) foi uma atriz e socialite húngara-estadunidense. Em 1936, ganhou uma competição de beleza em seu país. Apareceu em diversos filmes como Moulin Rouge (1952), Lili (1953), e em muitos outros. Fez também teatro e televisão nas séries Batman (1968), The Fresh Prince of Bel-Air (1991), entre outros. Foi a última entre as irmãs (e também atrizes) Magda Gabor e Eva Gabor a falecer.

## Biografia
Depois de ser eleita miss na Hungria, virou atriz de cinema e em televisão nos Estados Unidos. A sua vida pessoal, porém, deu-lhe mais espaço na mídia do que seus trabalhos para cinema e televisão. Teve nove maridos, sete divórcios e uma anulação. Em 1937, casa-se com um ministro turco muito mais velho, chamando a atenção do presidente Ataturk, com quem teria tido um caso. Em 1942, nos Estados Unidos, casa-se, com o milionário Conrad Hilton, fundador da cadeia de hotéis Hilton com quem teve a sua única filha, Francesca Hilton. O marido seguinte foi o ator George Sanders. Depois de oito casamentos com curtas durações, conheceu Frederico de Anhalt, um filho adotado da Princesa Maria Augusta de Saxe-Altemburgo e Anhalt, e com quem se manteve casada desde 1986.  
No cinema, seus pontos mais altos foram ao lado de John Huston, com quem filmou Moulin Rouge, em 1952, e Orson Welles, em A Marca da Maldade, de 1958. Dentre os fatos escandalosos da biografia de Zsa Zsa Gabor, estão uma condenação a três dias de prisão por agredir um policial em Beverly Hills e outra a 120 horas de trabalho comunitário num abrigo para mulheres.
Em 27 de novembro de 2002, Gabor sofreu um acidente de automóvel em Los Angeles. Depois, em 2005, sofreu uma cirurgia para desobstrução de uma artéria. A 17 de julho de 2010, Gabor fraturou a anca e foi sujeita a uma cirurgia reconstrutiva da qual teve alta hospitalar menos de um mês depois, a 11 de agosto. Mas, no dia 13 de agosto, a atriz voltou a ser hospitalizada com hemorragias e dores fortes, sintomas que alegadamente terão surgido como complicações da primeira cirurgia. Zsa Zsa deu entrada ao hospital no dia 2 de janeiro de 2011, e os médicos que analisaram sua lesão acharam melhor amputar sua perna direita antes que a gangrena aumentasse. No ano anterior, os médicos já haviam anunciado que a perna deveria ser amputada, mas Zsa Zsa Gabor preferiu esperar o término das festas de fim de ano.

## Morte
Zsa Zsa Gabor morreu na sua mansão em Bel Air, Los Angeles, arredores de Hollywood, em 18 de dezembro de 2016, aos 99 anos, em decorrência de um ataque cardíaco. À imprensa, após uma missa realizada na Igreja do Bom Pastor, em Beverly Hills, em 30 de dezembro de 2016, o viúvo de Gábor, Frédéric von Anhalt, manifestou o desejo de enterrar as cinzas da esposa junto aos restos mortais de seu sogro, Vilmos Gábor, em Budapeste, Hungria. A única filha de Zsa Zsa, Constance Francesca Hilton (1947-2015), sua mãe, Jolie Gábor (1896-1997), e suas irmãs, Eva Gabor (1919-1995) e Magda Gábor (1915-1997) encontram-se sepultadas em cemitérios da Califórnia.
Zsa Zsa Gabor completaria 100 anos em fevereiro de 2017. 

## Filmografia
- Lovely to Look At (LeRoy, 1952)

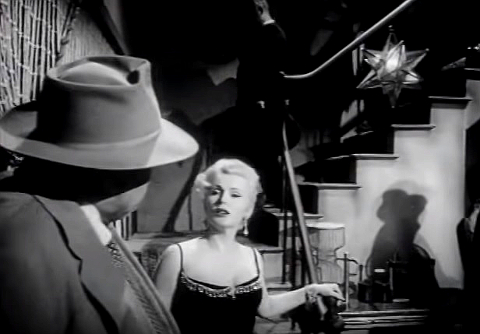
Zsa Zsa Gabor no filme Touch of Evil.

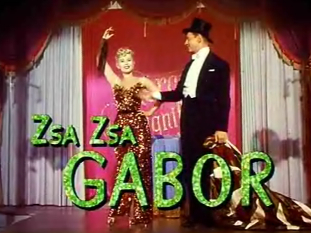
Gabor no set de Lili.

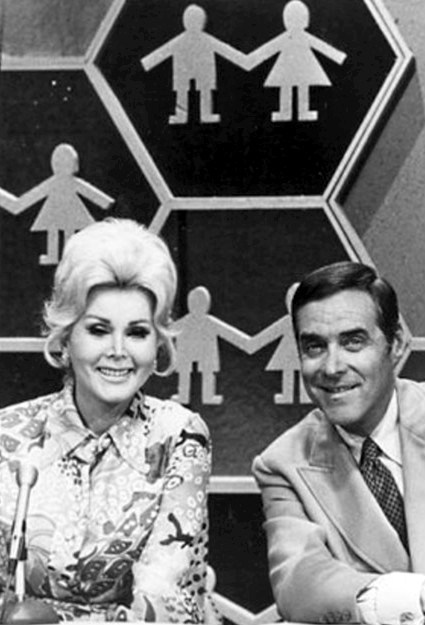
Gabor (anos 70).

- We're Not Married! (Goulding, 1952)
- Moulin Rouge (John Huston, 1952)
- The Million Dollar Nickel (1952)
- The Story of Three Loves (Minnelli, 1953)
- Lili (Walters, 1953)
- L'ennemi public no.1 ("The Most Wanted Man") (Verneuil, 1953)
- Sangre y luces ("Love in a Hot Climate") (Rouquier/Suey, 1954)
- Ball der Nationen ("Ball of the Nations") (Ritter, 1954)
- 3 Ring Circus (Pevney, 1954)
- Death of a Scoundrel (Martin, 1956)
- The Girl in the Kremlin (Birdwell, 1957)
- The Man Who Wouldn't Talk (Wilcox, 1958)
- Country Music Holiday (Ganzer, 1958)
- Touch of Evil (Welles, 1958) (como "guest star")
- Queen of Outer Space (Bernds, 1958)
- For the First Time (Maté, 1959)
- La contessa azzurra ("The Blue Countess") (Gora, 1960)
- Pepe (Sidney, 1960) (cameo)
- Lykke og krone (Helander/Sælen, 1962) (document.)
- The Road to Hong Kong (Panama, 1962) (cameo)
- Boys' Night Out (Gordon Arthur Gabor, 1962)
- Picture Mommy Dead (Gordon, 1966)
- Arrivederci, Baby! (Hughes, 1966)
- Jack of Diamonds (Taylor, 1967) (cameo)
- Up the Front (Kellett, 1972)
- Won Ton Ton, the Dog Who Saved Hollywood (Winner, 1976)
- Every Girl Should Have One (Hyatt, 1978)
- Frankenstein's Great Aunt Tillie (Gold, 1984)
- Smart Alec (Wilson, 1986)
- A Nightmare on Elm Street 3: Dream Warriors (Russell, 1987) (cameo)
- Johann Strauß: Der König ohne Krone ("Johann Strauss: The King Without a Crown") (Antel, 1987)
- "The People vs. Zsa Zsa Gabor" (1991) (document.)
- The Naked Gun 2½: The Smell of Fear (Zucker, 1991) (cameo)
- The Naked Truth (1992 film)|The Naked Truth (Mastorakis, 1992)
- Est & Ouest: Les paradis perdus ("East & West: Paradises Lost") (Rival, 1993)
- Happily Ever After (Howley, 1993) (voz)
- The Beverly Hillbillies (Spheeris, 1993) (cameo)
- A Very Brady Sequel (Sanford, 1996) (cameo)
- "The Gabors: Fame, Fortune and Romance" (2000) (document.)